# Longrita whaleback
Longrita whaleback is een spinnensoort uit de familie Trochanteriidae. De soort komt voor in West-Australië en Zuid-Australië.